# الزرقان (قبيلة)
الزرقان قبيلة عربية قرشية هاشمية تنتمي لآل بيت الرسول محمد بن عبد الله (). الزرقان يتواجدون في أغلب أقطار الوطن العربي ولهم ثقلهم المشهود له في معظم الثورات العربية ضد الاستعمار والاحتلال الأجنبي والأعجمي في مشرق ومغرب الوطن العربي. المنتسب إليها يسمى زرقاني“تلفظ بالقاف الحجازية” والجمع زرقان. وفي شمال تشاد في قبيلة الزرقاوة

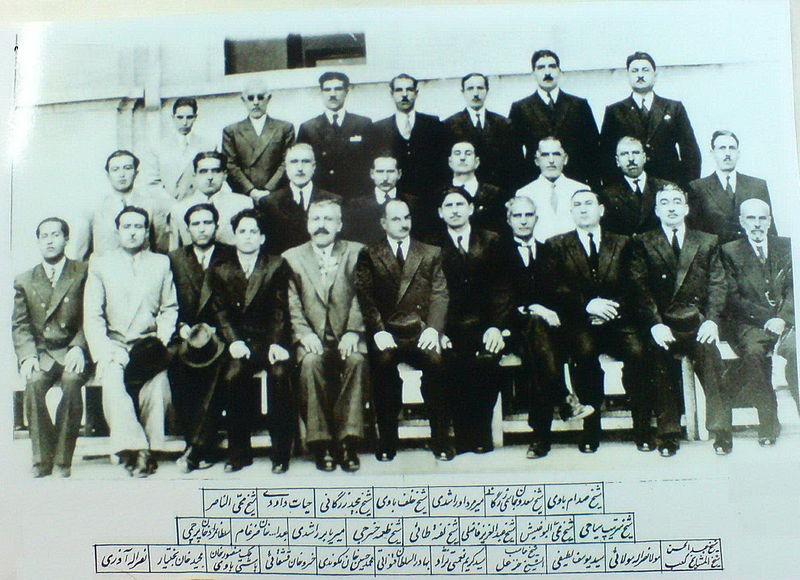
مشايخ الأحواز ومنهم شيخ مشايخ الزرقان الشيخ سعدون الجاسم العلي الزرقاني والشيخ مجيد المقوطر المحارب الزرقاني والشيخ محي الدين الحميدان آل ناصر الكعبي والشيخ صدّام البرّاك الباوي ومشايخ بني طرف (طي) والشيخ جاسب الشيخ خزعل المحيسن الكعبي وبعض وجهاء القبائل البختيارية - التقطت في خريف 1948 وكانت ضمن تحضيرات الثورة الأحوازية ضد إيران

## نسب قبيلة الزرقان
ترجع قبيلة الزرقان إلى الجزيرة العربية. فهم ينحدرون من منطقة نجد بالجزيرة العربية ولها امتدادات بالحجاز واليمن والعراق وبادية الشام وينحدر زرقان السعودية وبعض زرقان العراق من أصل واحد هو القبائل القحطانية التي خرجت من اليمن مع انهيار سد مأرب في عام 452 م وهنالك الزرقان العدنانيون وهم زرقان الأحواز والعراق ومصر والأردن واليمن وليبيا، هذا وهناك رواية ضعيفة نسبت الزرقان إلى ربيعة مباشرة لكنها فندت وكانت نسبتهم لربيعة لأسباب سياسية تتعلق بالأوضاع القبلية والسياسية في الأحواز والعراق والجزيرة العربية في القرون الخمسة الماضية. فالزرقان من الأشراف. هذا وزرقان ليبيا يعتقدون بانتسابهم للحسن بن علي.
فيما يخص الزرقان القحطانيين فأصلهم يرجع لمعمّر وهو يعود لعشبة بن يعرب بن عامر بن الأزرق بن جاشم بن عملاق بن دغش بن هلبا السويد بن حرام بن جذام بن عدي بن الحارث بن مره بن أدد بن يشجب بن عريب بن زيد بن كهلان بن سبأ بن يشجب بن يعرب بن قحطان.

## سبب تسمية الزرقان الأشراف
- سبب تسميتهم بالزرقان تعود إلى جدهم موسى الأزرق حيث كانت عيونه زرق ويضع الكحل الأسود فيها ويرتبطون بجد واحد وهو حمدان وله خمسة أبناء منهم عيد وعشبه وعرد وسُمّاق ومُعَمّر وحمدان بن صابون بن محارب بن جوران بن يعرب بن عامر بن حوران بن عبد بن عتبه بن يعرب بن عامر بن موسى بن يحيى بن محمد بن موسى بن محمد بن ابي تميم بن يحيى بن إبراهيم بن موسى الأزرق المكحول بن ابي جعفر محمد بن إسماعيل الثالث بن أحمد بن إسماعيل الثاني بن محمد بن إسماعيل الأول بن الامام جعفر الصادق بن الامام محمد الباقر بن الامام علي السجاد بن الامام الحسين الشهيد بن الامام علي بن ابي طالب وحسب المشجر التي تم الحصول عليه من شيخ ال معمر وموقعه من قبل أكبر النسابة في الجمهورية العراقية.[2]
- ويؤكد بعض أبناء القبيلة بأن التسمية كنت على طائر الزرقان وهو طائر صياد من الجوارح بين البازيّ والباشق وقيل الزرقان على زٌرق الأسنة (الرماح) لبصيص لونها فسمو الزرقان تشبيهاً بها.[3]

## الزرقان «الرفــاعيّة»
- يؤكد الكثير من النسابة في عشيرة الزرقان في عربستان بأنهم من السادة الرفاعية (الأشراف) من نسل الرسول محمد (صلي الله عليه وسلم) وهذا الرأي أتى وتردد كثيراً من أبناء آل بو حيّه القاطنين بشكل عام في مناطق البستين والخفاجية والحويزة غربي عربستان حيث لهم عمق عشائري كبير في محافظة ميسان العراقية وخاصة مدينة العمارة ولهم نسب مع قبيلة آل صياد في العراق ولكن ليس هنالك ربط بين نسب الزرقان الهاشميين العراقيين من أبناء زيد بن علي أجمعين وبين الزرقان الرفاعية حسب قولهم في الأحواز وكذلك في العراق حيث أن المرجح حسب الروايات المؤكدة التي تشير إلى وجود شجرة العائلة في بيت الشيخ حسن الحياوي الزرقاني تؤكد نسب الزرقان الأشراف إلى رفاعة الحسن المكي(واليه نسبة الرفاعي) بن الشريف محمد المهدي بن الشرف محمد المكي بن الشريف الحسن القاسم بن الشريف الحسين الرضى بن الشريف أحمد الأكبر بن الشريف موسى الثاني بن الشريف إبراهيم المرتضى بن موسى الكاظم بن جعفر الصادق بن محمد الباقر بن على زين العابدين بن الحسين بن على بن أبي طالب رضى الله عنهم أجمعين وهذا يشير إلى صلة قرابة بين زرقان الأشراف في الجزيرة العربية (اليمن)، والعراق، عربستان والأردن من نسل الرسول محمد صلي الله عليه وسلم.

## الزرقان في كُتب النسابة
ذكرهم الكثير من النسابة الثقاة والمؤرخين ومنهم:
- رواية العزاوي

الزرقان من العشائر الكبيرة المحافظة على قيمها العربية الأصيلة، وتوزعت مساكنها العامرة بين واسط وذي قار وبغداد والسماوة. نزح مجاميع كبيرة منهم إلى عربستان إلى مدينة الأحواز حوالي عام 1880 أيام حكم (عجمي باشا السعدون المنتفق 1880 م)،  وإلى (المحمرة) في عهد الشيخ خزعل الكعبي الذي تزوج منهم وزوج أخته إليهم.هذا ما ذكره المؤرخ السويدي في كتابه سبائك الذهب، صفحة 320 وعدد أفراد هذه العشيرة العريقة يربو على عشرين ألف نسمة يرأسها الجواد (الشيخ مهدي بن علي بن مناحي بن خليف بن مفضل).
- رواية أ. السيد علي نعمة الحلو

الزرقان قبيلة عربية ذات عز وشموخ، وأصالة وشجاعة، و(كانت) تعد من الباوية من ربيعة، وهي قبيلة كبيرة ذات بطون وفصائل وديارهم قرب الأحواز، شرقي نهر قارون ولا يزالون يحتفظون بتقاليدهم العربية. ولهذه القبيلة موقف مجيد مشرف أثناء الحرب العالمية الأولى، وشيخها جاسم العلي في حربه ضد الأنكليز، وقد ذكرهم (ولسن) في عدة أماكن من كتابه مع العشائر العربية التي عارضت (الإنكليز) وعضدت الدولة (العثمانية).
ويرجح علي نعمة الحلو تأريخ نزوح الزرقان إلى الأحواز إلى حوالى عام 1800 م، على عهد الشيخ جعفر الزرقاني. ونخوتهم طفلة، وكانت لهم نخوة عامة وهي (أولاد عامر). ومن فروعها التي ذكرها، (السماق، آلبو حيّة، البو فاضل وغيرهم).
- ذكرهم العلامة النسابة الشريف محمّد القبي النعمي.[7] وعد (الزرقان) من الأشراف وأورد مساكنهم في اليمن السعيد. والشريف محمّد هو بن حيدر بن ناصر بن هادي بن عز الدين بن علي بن محمد بن الحسن بن الهادي بن محمد بن المساوى بن عقيل بن الحسن بن محمد بن جحيش بن عطية بن أحمد بن محمد بن سالم بن يحيى بن مهنا بن سرور بن نعمة الأصغر بن علي بن فليتة بن الحسين بن يوسف بن نعمة الأكبر بن علي بن داود بن سليمان بن عبد الله بن موسى بن عبد الله بن الحسن بن الحسن بن علي بن أبي طالب.
- جلال الدين السيوطي (1445 - 1505 م)[8] بقوله: الزرقاني بفتح والسكون وقاف نسبة إلى «زَرقان» والمنتسب إليهم أبو علي أحمد بن جعفر الزرقاني. كما ذكرهم السيوطي في كتاب القلائد.
- عزالديّن بن الأثير الجزري (1160 - 1233 م)[9] بقوله «الزَّرقاني» بفتح الزاي وسكون الراء وفتح القاف وبعد الألف نون، نسبة إلى زّرقان والمنتسب إليهم أحمد بن جعفر الزرقاني، يروي عن أبي مسعود بن الفرات، وروى عنه القاضي عبيد الله بن سعيد.
- عبد الكريم السّمعاني الشافعي (506-562 هـ).[10]
- المؤرخ عمر رضا كحّآلة (1905 - 1987 م).[11]
- العالم السعودي حمد الجاسر (1910 - 2000 م).[12]
- أحمد بن علي القلشقندي (1355 - 1418 م)[13] عن الزرقان «القحطانيين» حيث أثنى عليهم بقوله منهم أول من أسلم من الأنصار ومنهم جماعة من الصحابة ، الذين شهدوا غزوة بدر.
- ذكرهم السويدي في كتاب سبائك الذهب في معرفة انساب العرب. وذكرهم أ. ثامر حسن العامري في كتابه موسوعة العشائر العراقية وذكر ان رئيسهم الشيخ جابر السفاح المعمر الزرقاني.

## أقسام القبيلة
الزرقان ينقسمون إلـى قسمين كبيرين وهم زرقان مـٌـعمر وزرقان عشبة..... أما عن زرقان الأحواز فهم قسمين رئيسين وهم زرقان المعـمّر وزرقـان السـُـماق

صورة نادرة لشيخ سعدون الجاسم العلي الزرقاني وعدد من وجهاء القبيلة. ألتقطت في ثلاثينيات القرن الماضي في عربستان.

## الرئاسة
الرئاسة أو مشيـخة الزرقـان عـامة لآل معمر في العراق ولبيت جاسم العلي (السُمّاقْ) في الأحواز

## نخوة قبيلة الزرقان
نخـوتهم أو عزوتهم «طـفله».

## بطون قبيلة الزرقان
- وأمـا عن بطون وأفخاذ الزرقـان في الأحواز فهم:

1. آلبو الْحَـيّة وتجتمع الوجاهة والمشيخة في أشراف آل الشيخ راضي الحيّاوي وهم يعودون بذلك لشريف الشيخ راضي بن السيّد عبد الحميد بن الشريف سلطان بن الشريف بُوهان بن الشريف شريدة بن الشريف رحمه (الكبير) الحيّاوي الزرقاني.
2. المـعمّر يرأسهم الشيخ رضا بن إسحاق الجهير (جَهر) بن غافل بن ماجد بن كرم الله بن سعدون المعمّر الزرقاني
3. السُمّاق يرأسهم الشيـخ أمير بن تركي بن سعدون بن جـاسم العلي (تلفظ أحياناً قاسم العلي) بن جاسم بن جبر الخنياب (تعني فيضان النهر) السُماق الزرقاني ومنهم بيت جاسمْ العلي (الجاسمي).
4. آلبو سبتـي
5. بيت محارب
6. آلبو فاضل ويرأسهم الشيخ يابر (جابر) العاثور بن عبد الله بن يابر الزرقاني

- ومن أفخاذ السادة الزرقان:[15]

هم من السادة الحسينين الذين يرجع نسبهم إلى زيد بن علي بن الحسين. وقد سميت بهذا الاسم نسبة إلى جدهم الأزرق. ويتفرع منها الأفخاذ التالية:
1. فخذ البو موسى يرأسهم الشريف رحيم محمد حسن
2. فخذ البو ناجي يرأسهم الشريف سالم لفته ناجي
3. فخذ البو عيسى يرأسهم الشريف فاخر مكي عيسى

- في الجمهورية العراقية

1. العرادات يتفرع منها اليحمريه
2. البو عيد
3. فخذ البو نجيم رئيسهم الشيخ نزار كمير
4. فخذ آلبو خنجر رئيسهم الشيخ حسين الساجت
5. فخذ آلبو رشيد رئيسيهم الشيخ عزيز الساجت السالم
6. فخذ آلبو رحيم رئيسهم الشيخ علي عطية الشلال
7. فخذ آلبو يونس رئيسهم الشيخ زيدان السراي
8. فخذ آلبو يحيمير رئيسهم الشيخ رحسين بن علي السالم
9. فخذ آل قمر رئيسهم الشيخ هادي بن جاسم المعتك
10. فخذ المشوهرين رئيسهم الشيخ عبد الرحمن بن علي المحسن
11. فخذ الصوابنة رئيسهم الحاج محمد الفهد
12. فخذ آل مٌعمر رئيسهم الشيخ ثجيل السفاخ
13. فخذ آل بو هيكل مساكنهم العمارة

## الزرقان في الأحواز حسب رواية لوريمر 1600 - 1900 م
- علاقتهم بقبيلة الباوية (ربيعة)

يقول الدبلوماسي والمؤرخ الإنكليزي قوردون لوريمر في موسوعته دليل الخليج : إن الباوية قبيلة عربية قوية كبيرة في عربستان الجنوبية، مفردها باوي، يدعون أنهم من سلالة المهلهل، ويعتبرون سلالتهم أعظم من سلالة كعب. إن الزرقان مرتبطين سياسياً مع الباوية. وثم يذكر كافة العشائر التي لها صلة دم وأصل بالباوية ويستثني الزرقان من ذلك. صنفها كـ (قبيلة) عربية في عربستان الجنوبية وهي متحالفه سياسياً مع الباوية ويقيمون في منطقة (قرانه) على نهر قارون وفي المنطقة التي بعد قرانه، ويقال كذلك في جهة صغيرة على نهر الجراحي. ويقدر عدد قوتهم المحاربة بنحو 420 رجلاً، نصفهم مسلح بالبنادق و180 منهم من الخيالة، ويمكن القول بأن عدد (القبيلة) نحو 1500 نسمة ويذكر أقسام الزرقان كالترتيب التالي:
- آل بو فاضل - يقطنون في جرّات قريباً من بويرده على بعد 6 أميال تقريباً شرقي الويس وقوة محاربتهم 100 رجل - 50 مسلحون بالبنادق و50 خيالة
- آل بو لحيـّـة - يقطنون على بعد 4 أميال شرقي قرانة على نهر قارون - 60 رجل منهم 30 رجل مسلح بالبنادق و20 من الخيّآلة
- بيت محارب - يقطنون الجرّات - 80 رجل، 40 منهم مسلحون بالبنادق و30 من الخيّآلة
- آل بو سبتي - يقطنون الثديّن
- بيت سمّاق - يقطنون قرانة على نهر قارون وقوة محاربتهم 100 رجل، منهم 50 مسلحون بالبنادق و50 من الخيالة

كل الفروع المذكورة يسكنون الأكواخ، التي تبني أحياناً من الطين، وأحياناً من الحصير، ولكن بعض سكان قرانة يسكنون منازل من الطين. وثلث القبيلة مستقرون أو نصف مستقرين في قرانة بينما البقية الباقية ما يزالون بدواً.
- موقف الزرقان من الحرب الإيرانية على الأحواز 1841 م

في ربيع 1841 م أرسلت الحكومة الفارسية منوشهر خان المعروف بمعتمد الدولة في حملة عسكرية لاحتلال الأحواز على رأس 15 ألف جندي إيراني. أرخ الحملة العسكرية الإيرانية على الأحواز قوردون لوريمر والرحالة البريطاني السير لايارد بالإضافة إلى الميجور رولنسون الوكيل السياسي البريطاني في بغداد بالإضافة إلى أرنولد ويلسون ووقد كان أمير الأحواز حينها الشيخ ثامر بن غضبان بن محّمد بن بركات بن عُثمان بن سلطان آل بوناصر الكعبي وقد وقفت قبائل كثيرة منها الباوية والمشعشعيين الأشراف وغيرهم ضد الشيخ ثامر غير إن قبيلة الزرقان اختارت الوقوف مع بني كعب لنصرة الشيخ ثامر بن غضبان لمواجهة العدوان الإيراني. ومع طول الحملة العسكرية وصمود المدافعين ومعاناة القوات الإيرانية من الإرهاق والملاريا لجأ منوشهر خان إلى المفاوضات والانسحاب من المنطقة. يقول المؤرخ والنسابة جابر المانع أن الشيخ ثامر شعر حينها بالخطر من تجمع الأعداء حول ووقوفه وحيداً في المعركة ولاشك إن وقوف الزرقان معه في هذا الظرف التأريخي كان موقفاً مشرفاً.

## دور الزرقان في الجهاد ضد الإنكليز في الحرب الكونية الأولى
- ذكر الإستاذ حسين خلف الشيخ خزعل[26] دور الزرقان المشرّف في الأحواز بقيادة شيخ مشايخهم الشيخ جاسم العلي الزرقاني في الجهاد ضد الإنكليز، مؤازرين بذلك دولة الخلافة العثمانية وذلك منذ نوفمبر 1914 وقد ذكر الكثير من المعمرين من أبناء القبيلة ذكرياتهم في معركة الناصرية 1915.
- كما ذكر دورهم المشرف المؤرخ وعالم الاجتماع العربي الدكتور علي الوردي[27] إلى جانب قبيلة بني طرف (بني طئ) وربيعة.
- ذكر دورهم العسكري السير أرنولد تالبوت ويلسون في عدة أماكن من كتابه “بلاد مابين النهرين” في وصف الجهاد في عربستان ودور القبائل العربية هناك أبان الحرب العالمية الأولى والحملة البريطانية على العراق 1915 م وحتى أصبح الأخير حاكماً مدنياً للعراق.
- ويقول الإستاذ السيّد علي نعمة الحلو[28] عن إن لقبيلة الزرقان موقف مجيد مشرف أثناء الحرب العالمية الأولى، وشيخها قاسم العلي في حربه ضد الأنكليز، وقد ذكرهم ويلسون في عدة أماكن من كتابه مع العشائر العربية التي عارضت (الإنكليز) وعضدت الدولة (العثمانية).
- كتب أ. يوسف بني طُرف في كتابه القبائل والعشائر العربية في عربستان عن الزرقان النص التالي “في أوائل الحرب العالمية الثانية، اتخذت هذه القبيلة موقفاً مشرفاً ضد الاستعمار البريطاني وقد أشار قائد القوات البريطانية في عربستان ويلسون في مذكراته إلى الزرقان وفي 1918 م أبعدت السلطات البريطانية الشيخ جاسم العلي رئيس القبيلة إلى سنغافورة وذلك نتيجة لمواقفه المناهضة لبريطانيا. وفي حوالي 1844 م استقرت هذه القبيلة في مكانها الراهن على الضفة الشرقية لنهر قارون في مدينة الأحواز بعد إن كانت تعيش هناك بحالة غير مستقرة.”[29]

### تبعات الجهاد ضد الأنكليز
في الرابع من محرم 1333 هـ (22 نوفمبر 1914) أعلن المجلس العلمي الأعلى التابع لدولة العثمانية الجهاد على الأنكليز وتم توزيع الفتوى على الأقطار الإسلامية. في 7 نوفمبر أصدر مفتى الدولة العثمانية شيخ الإسلام مصطفى خيري أفندي الأركوبي فتوى الجهاد لدفاع عن الخلافة الإسلامية وفي 15 نوفمبر أعلن الشاعر القومي والإمام الشريف محمد سعيد الحبوبي الجهاد فأعلنت عدة قبائل عراقية الجهاد (أمجد الجنابي). أما في عربستان فأبرز من أعلنوا الجهاد هم الشيخ جاسم العلي بن جاسم الجبر الزرقاني بالإضافة إلى الشيخ عناية بن ماجد الباوي ومشايخ بني طئ (الشيخ عاصي الشرهان والشيخ عوفي بن مهاوي الطرفي) (علي الوردي). وكان الشيخ مهدي الخالصي قد أعلن الجهاد وأتجه إلى الأحواز مع أبنه محمد لقتال الأنكليز (حركة الجهاد - أحمد الناجي). وقد أضرت حركة الجهاد الواسعة هذه على الحملة الأنكليزية على عراق مما دفع الإنكليز لاحتلال الأحواز وكانت إحدى مقدمات الاحتلال الإيراني الذي جاء بتفاهم إنكليزي - فارسي. وقد قطعت قبيلة الزرقان برئاسة الشيخ جاسم العلي الزرقاني إمدادات النفط عدة مرات عن الأنكليز عبر تفجير أنابيب النفط شرقي نهر قارون كما قامت بحملة واسعة لدعم جبهة بني طرف غربي الأحواز مما دفع القائد العثماني الفريق محمد فاضل باشا الداغستاني قائد جيش عشائر العرب في عربستان والعراق لأرسال سيوف من الذهب مرصعة بالأحجار الثمينة كهدية لشيخ جاسم العلي الزرقاني ولكن الشيخ رفض الهدية وقال أنه يجاهد في سبيل الله وهو يطمع بالشهادة. وقد انتقم الإنكليز من القبائل العربية الأحوازية بشكل وحشي فأحرقت مدينة الخفاجية الأحوازية وقتلت أعداد كبيرة من بني طرف (طئ) والزرقان والباوية واعتقل الكثير من وأبعدت عقب انتهاء الحرب مشايخهم إلى مستعمرة سنغافورة وعلى رأسهم الشيخ جاسم العلي الزرقاني (بالفارسية) حتى توسط الشيخ خزعل لدى الأنكليز لإعادة الأسرى المبعدين لوطنهم. يقول الأستاذ محمد عبد الله الطرفي في بحث قيم في هذا الموضوع إن الجهاد في عربستان والعراق كان من أهم أسباب ثورة العشرين العراقية وخروج زوبع بقيادة الشيخ ضاري بن محمود ضد الاحتلال الإنكليزي (بحث بالفارسية لمحمد عبد الله الطرفي).

## من مشايخ الزرقان
- شــيوخ القبيلة في الأحـواز -
- الأمير م. أمير بن تركي بن سعدون بن جـاسم العلي بن جاسم بن جبر بن سُماق الزرقاني (شيخ مشـايخ الزرقان في الأحـواز، بويع في 22 أكتوبر 2012م) وهو الأمير الخامس من ذرية الشيخ جاسم العلي على رأس القبيلة.
- الشيـخ تركي بن سعدون بن جـاسم العلي بن جاسم بن جبر بن سُماق الزرقاني، شيخ مشايخ الزرقان منذ نهاية السبعينيات عقب وفاة أخيه الشيخ علي السعدون وحتى وافته المنية (أغتيل من قبل الإيرانيين حسب تنظيمات سياسية أحوازية ومصادر صحفية سعودية) 22 أكتوبر 2012م.[30][31][32][33][34][35][36][37] الشيخ تركي الأمير الرابع من ذرية الشيخ جاسم العلي الذي يترأس القبيلة وقد تعرض للإبعاد من الأحواز لمدة تزيد عن سبعة سنوات إلى مدينة ساري شمال إيران بسبب انخراط أبناء القبيلة في الثورة ضد إيران وبسبب موقف بن أخيه الشيخ ناصر العلي وكذلك الشيخ صفّاح آل جاسم الجبر الزرقاني (مسؤول التسلح الميداني) وموقف أبناء الشيخ مجيد المقوطر المساند للثورة العربية ومما زاد من الموقف سوءاً البرقية التي بعث بها الشيخ تركي السعدون إلى صدام حسين في 23 سبتمبر 1980 م يؤيد فيها موقف العراق من الحرب العراقية الإيرانية وكان نصها: نبارك لكم القرار الثوري الذي أرجف الأرض تحت أقدام العنصريين الفرس في عربستان واعطى الثورة العربية في الأحواز قوة الاستمرار ومواصلة النضال فطهروا ارضنا من رجس المحتالين وارفعوا عاليا رأس كل العرب في وطنهم الكبير.[38]

نص البرقية التي بعث بها الشيخ تركي السعدون الزرقاني من الأحواز إلى صدام حسين رئيس جمهورية العراق في تأريخ 23 سبتمبر 1980 م.

- الشيخ علي (أبا ناصر) السعدون جاسم العلي الزرقاني، الأمير الثالث من ذرية جاسم العلي للقبيلة وكان على رأس القبيلة منذ نوفمبر 1963 م وحتى وفاته نهاية سبعينيات القرن الماضي. تعرض إلى مضايقات كبيرة من قبل الحكومة الإيرانية بسبب انخراط ابنه الشيخ ناصر العلي في الثورة الأحوازية ليكون أحد مؤسسين والقياديين الميدانيين للجبهة العربية لتحرير الأحواز حتى اغتياله في مؤامرة استخباراتية في 1993م.[39]
- الشيخ سعدون الجاسم العلي الزرقاني، شيخ مشايخ قبيلة الزرقان عقب وفاة أخيه الشيخ جبار الجاسم العلي 1960. شارك في عام الجهاد ضد القوات البريطانية في الحرب العالمية الأولى إلى جانب أبيه وأبعد بعد أسر الشيخ خزعل الكعبي إلى طهران مع أبيه وبعض وجهاء القبيلة 1925م. توفى في السجون الإيرانية نوفمبر 1963 م على أثر ما تسمى معركة الزرقان - العامرية في أرض أم طريفية على أطراف الأحواز العاصمة. أتهم أبناء القبيلة الشاه بقتله من خلال أصره على حجز الشيخ فترة طويلة رغم مرضه وتقدمه في السن لقصد معاقبته على مواقفه القومية العربية. تسلم ابنه الشيخ علي السعدون إمارة الزرقان من بعده.

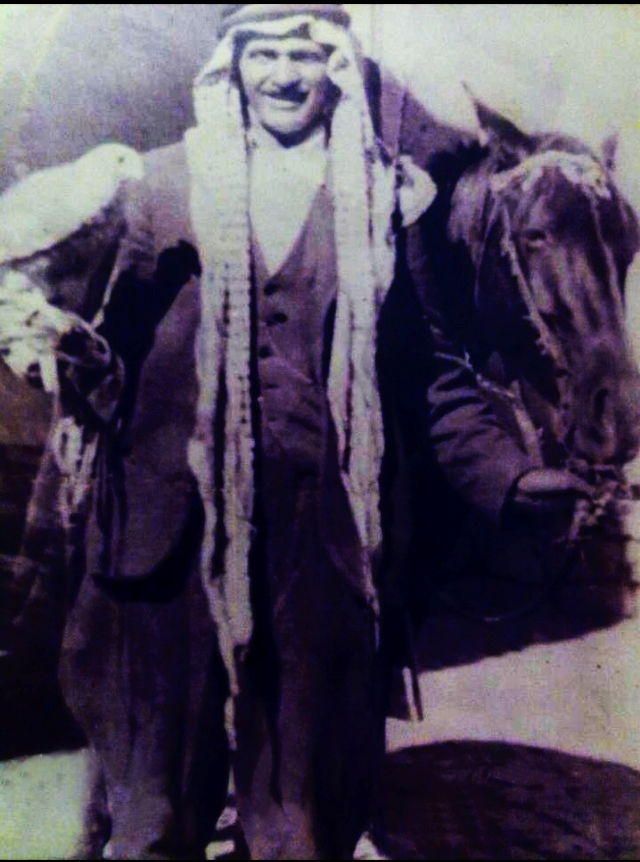
صورة نادرة لشيخ جبّار (يبّار) الجاسم العلي الزرقاني، شيخ مشايخ الزرقان حتى 1960م،التقطت في عربستان في ثلاثينيات القرن الماضي

- الشيخ جبّار الجاسم العلي الزرقاني (أبا مالك)، وهو الأمير الأول من ذرية الشيخ جاسم العلي للقبيلة. يعتبر علامة فارقة في تأريخ الزرقان حيث قاد القبيلة في بداية التواجد الإيراني في الأحواز. كان الشيخ جبّار وزير أبيه في عهد الشيخ خزعل وشارك في الجهاد الأكبر في الحرب العالمية الأولى وتم إبعاده مع والده إلى مستعمرة سنغافورة بعد أسره من قبل الإنكليز. تولى إمارة الزرقان في الثلث الأول من القرن العشرين. ومن أعماله توقيعه 1930م وسبعين شيخ من الأحواز على عريضة إلى عصبة الأمم تطالب بعودة الأوضاع في المنطقة إلى ما قبل الغزو الإيراني 1925م, سجن بعدها لمدة 4 سنوات بدون محاكمة، لينخرط في الكفاح المسلح ويحاول بسط سيطرة ميدانية على المناطق القبيلة واسعة. تزوج من كريمة الشيخ حيدر بن طلال (الطليّل) الكعبي شيخ مشايخ بني كعب وكعب دبيس وأنجب منها الشيخ غازي الجبّار الزرقاني والذي انخرط بقوة بالثورة الأحوازية في منتصف السبعينات وخرج بعدها للإمارات العربية المتحدة واستقر هناك ومنع بعدها من العودة، كما أنجب الشيخ فيصل الجبّار. دعم الشيخ جبّار الزرقاني الشيخ حيدر الكعبي في ثورته 1940 م وإنشاء لمملكة الشرق العربي حتى تم إعدام الشيخ حيدر ورفاقه من قبل الحكومة الإيرانية بعد فشل الثورة.[40][41][42] تعرض بعدها الشيخ جبّار إلى مضايقات كبيرة منها وضعه لسنوات تحت الإقامة الجبرية حتى قام وبعد معاناة طويلة من جراء مواقفه باللجوء إلى جبال البختياريين مع 30 مرافق ليقضي عقود من الغربة وكان أخيه الشيخ سعدون يقوم في غيابه بدوره وبعد أن مرض سمحت له سلطات الاحتلال بالعودة إلى الزرقان ليتوفى في قرانه ويدفن فيها 1960م.[43] ومما وضعه الشيخ جبّار من قوانين قبيلة عقوبات قاسية لمن يتخلى عن العادات العربية.
- الشيخ جاسم (قاسم) العلي بن جاسم بن جبر السُماق الزرقاني، كان قائد عسكري كبير في عهد الشيخ خزعل الكعبي وقد ولاه عدة مهمات عسكرية منها حماية الأحواز العاصمة وأوكلت إليه وزارة دفاع الدولة لسنين طويلة.[44] وقد شارك الشيخ وقبيلته في عدد كبير من المعارك إلى جانب الشيخ خزعل الكعبي وكذلك إلى جانب القوات العثمانية في الحرب العالمية الأولى.[45] أبعد إلى مستعمرة سنغافورة والكثير من مشايخ الزرقان بعد أسرهم من قبل القوات البريطانية عقاباً لهم على دعم القوات العثمانية، أعيد الشيخ لعربستان بتوسط من الشيخ خزعل الكعبي (أمير المحمرة) وبعد الغزو الإيراني للمنطقة 1925 تم أعتقاله من قبل الإيرانيين إلى جانب الكثير من مشايخ القبائل العربية وتم إبعادهم إلى طهران. وأبناءه بالتسلسهم هم: صَجِمْ، طاهر، جبّار، سعدون، زباري، محارب وزئبق.
- الشيخ فاخر (أبا زياد) بن مجيد المُقُطِر الزرقاني

- كان قيادي أحوازي ميداني وسياسي كبير وكان لنشاطه العسكري والإعلامي دور كبير على جبهات الحرب مع إيران منها مسؤول تسليح الشعب الأحوازي منذ 1979 م. طلبه صدام حسين شخصياً بعد اعتراض الشيخ فاخر على تدخل العراق بالقضية الأحوازية وعدم السماح بتدويلها، فلجأ إلى ولي العهد الشيخ سعد العبد الله الصباح في دولة الكويت فأرسله بطائرته الخاصة إلى الإمارات العربية المتحدة بعد تنسيق شخصي مع الشيخ زايد وتم إعطاءه اللجوء السياسي واستقر حينها في مدينة العين. فقد أكثر من أخ له في ساحات القتال كما تم إعدام أبناءه الإثنين على يد الإيرانيين. والجدير بالذكر بأن الجبهة العربية لتحرير الأحواز أعـلنت بيانها التاريخي في 22/9/1981 في اجتماع خاص للهيئة التحضرية تمخض عـنه اعـلان أسماء القيادة وامينها العام السيد هادي السيد عـدنان الموسوي، وأصبح الشيخ فاخر مجيد الزرقاني نائبا للأمين العام في الجبهة.
- الشيخ مجيد المُقُطِر المحارب الزرقاني، وافته في 11 أبريل 2002 في الأحواز المحتلة عن عمر ناهز المئة عام بعد معانات طويلة سببها له الاحتلال الإيراني عبر الإبعاد عن الوطن والإقامة الجبرية الطويلة الممتدة من الثمانينات عبر مشاركته ومشاركته أبناءه في الحرب ضد إيران في حرب الخليج الأولى وقد فقد الكثير من أبناءه بين شهيد وأسير وقد كانت مراسم دفنه جماهيرية شاركت فيها مئات الآلاف من أبناء القبائل العربية في الأحواز وسط تأهب أمني إيراني كبير. والجدير بالذكر إن الشيخ مجيد كان من القادة التأريخيين وقد سميت الأرض الي يقطن بها شمالي الأحواز العاصمة متاخمة لنهر قارون «بالمجيدية» لشهرته الواسعة في المنطقة. إعلان وفاة الشيخ مجيد
- الشيخ يابر (جابر) العاثور الزرقاني «شيخ مشايخ البوفاضل»
- الشيخ لفـتة بن الشيخ مجيد المقوطر الزرقاني «شيخ مشايخ بيت محارب»

ومن مشايخ الزرقان في الأحواز المحـتلة كذلك:

صورة بروتوكولية لشيخ سَعدون جاسم العلي الزرقاني يتوسط الشيخين خلف ناصر الباوي وصدّام البرّاك الباوي في مطار كوت الشيخ عبد الله في الأحواز العاصمة في 1953 م

الشيخ تركي بن سعدون بن جاسم العلي بن جاسم بن جبر الزرقاني (1950 - 2012)

الشيخ إسحاق الجهير (جَهَر) بن غافل بن ماجد بن كرم الله بن سعدون المعمّر الزرقاني، شيخ قبيلة زرقان (عشائر المعّمر) في الأحواز (1910-1995)

الشيخ سَعدون بن جـاسم العلي بن جاسم بن جَبِر الزرقاني، شيخ مشايخ قبيلة الزرقان في الأحواز - ولد حوالي 1890 م في عهد الشيخ خزعل الكعبي وتوفي في نوفمبر 1963 م

- الشيخ عـامر بن توفيق بن سعدون بن جـاسم بن علي الزرقاني، وهو يعتبر شيخ مشايخ الزرقان في الأحواز بعد الشيخ تركي، وقد وافته المنية في الأحواز العاصمة في الـ 29 من سبتمبر 2010 وتم تنصيب الشيخ أمير بن تركي السعدون مكانه.
- الشيخ إسحاق الجِهَيِّر المْعَمّْر الزرقاني (شيخ مشايخ المعمّر وعموم الزرقان)
- الشيخ ياور المالك الجبّار بن جاسم العلي الجاسم الجبر السُماق الزرقاني
- الشـهيد الشيخ ناصر العلي بن سَعْدُون بن قاسم العلي بن جبر الزرقاني
- الشيخ طاهر بن مجيد المقوطر الزرقاني، كان اليد اليمنى لأخيه الشيخ فاخر الزرقاني في المعارك الميدانية لتحرير المحمرة والبستين وغيرهما وقد حصل على اللجوء السياسي مع أخيه إلى دولة الإمارات العربية المتحدة في ثمانينات القرن الماضي.
- الشهيد الشيخ علي بن مجيد المُقُوطِر الزرقاني (استشهد في إحدى معارك الجيش الأحوازي ضد الجيش الإيراني في الثمانينات)

بيت ماجد - الجاسمية ‘‘الزرقان’’
- الشـهيد الشيخ غالب الماجـد بن كريم بن جاسم بن جبر الزرقاني
- الشـهيد الشيخ كاسب (جاسب) الماجد بن كريم بن جاسم بن جبر الزرقاني
- الشهيد الشيخ عنايـه بن ماجد بن كريم بن جاسم بن جبر الزرقاني
- الشيخ سلطان بن السادة الصجم الجاسم العلي بن جبر السُمّاق الزرقاني وقد وافته المنية في 15 يونيو 2011 في الأحواز العاصمة
- الشهيد الشيخ صفــاح بن كريم بن جاسم بن جبر الزرقاني
- الشهيد الشيخ عبد الله بن صفاح بن كريم بن جاسم بن جبر الزرقاني

- شـيوخ الزرقان في العـراق -
- الشيخ حسن بن علوان الزرقاني (شيخ مشايخ زرقان العـراق)
- الشيخ ثجيل السفاح الزرقاني
- الشيخ طالب الزرقاني
- الشيخ فاخر محمد الفهد الزرقاني فخذ الصوابنه (يسكن البصرة)
- شيخ المشوهريين حاليا، جليل إبراهيم. وقد أصبح شيخا بعد وفاة عمه عناد فرحان الذي خلف ابن عمه الشيخ عبد الرحمن علي المحسن الذي جاء بعد وفاة ابن عمه الشيخ إبراهيم والد الشيخ الحالي. جاء الشيخ إبراهيم بعد وفاة ابن عمه الشيخ عزيز حسن المحسن والذي خلف والده حسن المحسن بعد وفاته.

```
تجتمع شيخة المشوهريين في بيت ال محسن.
```

- الشيخ هادي على المناحي شيخ العرادات وهو غني عن التعريف وقد اجتمعت شيخة العرادات واليحمريه في بيت ال مناحي

## زرقان اليمن (الأشراف)
- الأشراف ومنهم الزرقان في اليمن السعيد من أفخاذهم:

1. ذوي هِجَارٍ
2. ذوي هَزّاع
3. المَحَامِيْد الجذم الثاني من جُهَيْنَة بَنُو مُوسى.

- ومُوسى، من أفخاذهم:

1. الغُنَيم (في الكويت وهم من النقباء)
2. الزُّرْقَان
3. الحمدان
4. المُقْبِل
5. المِلحَان

- وفي رواية أخـرى - قبيلة الزرقان من الغنيم من موسى من جهينة

## الزرقان الأشراف (الهاشميين) - العراق
في العراق يتواجد الزرقان في محافظة الكوت وينتسبون إلى قبائل ربيعة مع علمهم بانهم ينتمون إلى نسب الرسول محمد ﷺ لكن بسبب الظروف التي اضطرتهم فيما مضى إلى الانتساب إلى ربيعة وشيخهم الآن هو الشيخ مهدي علي المناحي ويتواجدون في بغداد بحسب الامتداد السكاني لهم ويتواجد الزرقان في الحلة والسماوة أيضاً.
- التسمية،

جاءت التسمية نسبةً إلى جدهم (محمد الأزرق) وهم أحد فروع السادة البو ذبحك (الذبيح)، من فروع السادة الزيدية الحسينية، وهم اخوة ال عزام والمرعب والبو زويد وال يوسف وال صالح.
- أمكنة تواجهدهم،

يتواجد أغلبهم في قرية السادة التابعة إلى محافظة بابل والبعض الآخر توزع في مناطق العراق وتتميز السادة الزرقان بانهم يتواجدون في منطقة واحدة تسمة بأسمهم وهي قرية السادة الزرقان والتي تقع على جدول الكفل وتحدها عشائر ال فتلة ومنطقة عوفي التابعة إلى ابي غرق في بابل وهذه العشيرة فيها حملة الشهادات العليا الأطباء والمهندسين والقادة العسكريين...الخ.
- عميدهم العام الشريف طالب الزرقاني الزيدي الحسيني
- نسبهم الكامل،

عمودهم النسبي كما موثق في كتب الانساب، والمشجر المقدم إلى وزارة الداخلية والمصادق من قبل اللجنة العليا للأنساب في العراق هو:-
الشريف حسين بن الشريف طالب بن الشريف عباس بن الشريف موسى بن الشريف محمد بن الشريف حسين بن الشريف علي بن الشريف هاشم بن الشريف عزام الصغير بن الشريف محمد (الأزرق) بن الشريف عزام الكبير بن الشريف عبد الله بن الشريف بهاء الدين بن الشريف علي أبو القاسم بن محمد أبو البركات بن القاسم أبو محمد بن علي أبو القاسم بن شكر بن حسن الاسمر بن أحمد أبو عبد الله بن علي أبو الحسن بن محمد أبو طالب بن عزام الدين الشريف بن يحيى أبو عمر بن الحسين النساب بن أحمد المحدث بن عمر الشامي بن يحيى بن الحسين بن زيد علي بن الحسين بن علي بن ابي طالب أجمعين.

## سبب نسـبة الزرقان لربيعة
- نسب الباوية (ربيعة) في الأحواز

يعود نسب الباوية في الأحواز إلى قبيلة ربيعة العربية الأصيلة وهم من أوائل الذين نزلوا الأحواز قبل الميلاد مع بني تميم من نجد من حوطة بني تميم واليمامة وهم من أسسوا مدينة حجر اليمامة في جزيرة العرب ويعود نسبهم إلى بنو حنيفة بن لجيم بن صعب بن علي بن بكر بن وائل بن قاسط بن هنب بن أفصى بن دعمي بن جديلة بن أسد بن ربيعة بن نزار بن معد بن عدنان.
- سبب نسبة الزرقان للباوية

في تـاريخ الأحواز الحديث، وذلك أثـناء أيـام دولة المشعشعين الأحوازية وعاصمتها مدينة الحويزة غربي الأحواز وبعدها أيـام الدولة الأولـى لبني كعب بقيادة آلبو ناصر ومن ثـم الدولة الثانية بقيادة تجمع قبائل المحيسـن، كـانت العشائر والقبائل الصغيرة نسبياً تنضم ضمن احـلاف وتجمعات قبلية في الأحواز لحماية انفسها كتحالفات سياسية أو عسكرية ومنـها على سبيل الذكر تجمع قبائل آل سيد نعمة وكذلك بعض القبائل التي انضمت إلـى بني لام بن طئ القحطانية، وذلك لحماية انفسهم ولربيعة بقيادة الباوية دور رئيس في الأحواز العاصمة «الناصرية» ولحماية المنطقة ولكون وقوعها تحت نفوذهم أجبر آلبو ناصر وهم مشايخ بني كعـب وأمراء الأحواز آنذاك على التقرب من «تجمع قبائل ربيعة بن نزار بن معد بن عدنان» حتى يضمنون حماية امارتهم من هجمات القاجارية «الدولة الإيرانية» وذلك بدعم من الباوية ومن هـذا التقرب الزواج الوقع بين الشيخ محمد بن شناوه بن فرج الله الكعبي وأبنة أحد وجهاء الباوية كـان من ذلك نصرة الباوية لإبن اختهم الشيخ علوان بن محمد الكعبي، وتكررت الحكاية مع آلبو محيسن أو تجمع قبائل المحيسن عندما كـانوا يأملون بمناصرة الباوية لهم لتقوية حكمهم وللتصدي لثورة بني طرف «من طي» في الحويزة وكذلك للدولة الإيرانية الطامعة فكـان منهم خطبة نورة ابنة الشيخ طلال بن علوان بن خزعل «شيخ مشايخ قبائل الباوية» للشيخ جابر بن مرداو بن علي بن كاسب بن محمد المحيسن الكعبي وكـان من الباوية نصرتهم إلـى ابن اختهم مرة اخـرى الشيخ خزعل بن جابر الكعبي ونصرتهم الأخيرة إلى حركة الشيخ كاسب (جاسب) بن الشيخ خزعل أثناء الحرب العالمية الثانية وعرفت بثورة الغجرية (نسبتاً لقرية الغجرية) وتحريرهم للمحمرة وخط سكة قطار المحمرة وتسميتهم له بخط (النصر)، وقد وقف الزرقان معهم في ذلك الحين ومنهم زرقان دور خوين وقالو (ربيعة) مخاطبين أبن اختهم الشيخ كاسب بن الشيخ خزعل حينها: يا شيخ الذل شيّب راسي.
- شواهد تأريخية أخرى

وفي الحرب العالمية الأولى وقف الزرقان مع الباوية في حربهم ضد الإنكليز ودعماً للعثمانيين وذلك في عهد الشيخ جاسم العلي بن جاسم بن جبر الزرقاني والشيخ عوفي بن مهاوي وعاصي بن شرهان الطائي وشيخ مشايخ ربيعة الشيخ عناية بن ماجد بن زاهراو الباوي.
وفي عهد الشيخ خزعل الكعبي وقف الزرقان مع الباوية (ربيعة) في حروبهم الطاحنة ضد بني لام (طئ)، بعد إساءة بني لام للشيخ ناصر الجابر الباوي (خال الشيخ خزعل) وقد حاول بني لام على إثر ذلك أجلاء الزرقان من مواطنهم في قرانة على ضفة نهر قارون في الأحواز العاصمة وذلك في عهد الشيخ غضبان بن بنيان بن مزبان بن مذكور شيخ مشايخ بني لام وقد واجهه خلالها الشيخ جبر الزرقاني مع أعداد غفيرة من الزرقان وقتل على إثر ذلك أكثر من 40 من قادة هجوم بني لام وحكم بعدها الشيخ خزعل بينهم بأن قرانة هي مواطن الزرقان.
وعلى هـذا فكـان لربيعة والباوية دور رئيس وأسـاسي في الحيـاة السياسية الاحـوازية خاصة في مدينة الأحواز كما هو دور بني طرف في غرب الأحواز «الحويزة» ودور بني كعـب وبني خالد في الفلاحية والمحمرة وعبادان ولهـذا تجـد في الأحـواز هذه الظاهرة في تلك الفترة حيـن تكون بين العشائر معاهدات بقيادة قبيلة واحدة لحمايتهم من أي خطر محتمل وعلى سبيل المثـال تجد في تجمع قبائل آل سيد نعمة وهم «عدنانيون»، عشائر قحطانية !! ولهـذا نفهم من التـاريخ سبب نسـبة الزرقان إلـى ربيعة كونهم وقبيلة ربيعة يسكنون ضفاف نهر قارون في الناصرية.
- نسب مع ربيعة وآخر مع بني طي

اليوم لعشائر الباوية نسب قوي مع الزرقان كما لبعض بطون الزرقان كآل بوحيّة نسب مع بني طئ (بني طرف) وخاصة آل الحويزي في البستين والخفاجية وهذه العلاقة القوية نتجت عن حلف سياسي عسكري قوي كما قد سلف.

## زرقان العراق (القحطانيين)
ان الزرقـان (القحطانيين) في العـراق فهم يرجعون إلـى زرقـان المعـمر وهم قحطانيين فإن صح هـذا فإنـهم العمالقة من العـرب العاربة والعمالقة هم بني عمليق وعمليق من أرم بن سام بن نوح - عليه السـلام -و هم أمـة عظيمة ضربت بها المثـل في الطول والجثمان ويقول الطبري عنهم أنـهم يفرقوا بالبلدان فمنهم من سكن الشـام «بادية الأردن» ومنهم ملوك العـراق ومنهم من جبابرة الشـام وفراعنة مصـر وقبيلة الزرقان في العراق تنقسم إلى عدة الإخاذ منها:
| - البو خنجر. - البو رشيد. - البو رحيم. - البو يونس. - البو نجيم. - البو قمر. | - ال بو مشوهر. - ال يحيمير. - الصوابنه. - آل معمر. - البو عيد. - البو هيجل. |

وفي العراق تعود المشيخة إلى آل معمر وفي عربستان إلى ال سُمّاقْ وآل معمر.

## الزرقان في الأردن(الأشراف)
- في الأردن

ينحدر الزرقان الأشراف في المملكة الأردنية من عشيرة العبيديين التي هي فخذ من عشيرة العبيدات من ولد علي من عنزة. والعبيدات عموما ينتسبون بالاصل إلى قبيلة «بني إبراهيم» من سلالة السبطين الطيبين الحسن والحسين، فهم أبناء إبراهيم بن عبد الرحيم القناوي، وإبراهيم هو من نسل جعفر الصادق من ذرية الحسن بن علي بن ابي طالب (م أجمعين).
أماكن تواجدهم: الزرقان الأشراف العبيديين يتواجدون في محافظة طفيلة. ولهم أقارب أيضاً يقال لهم العبيدات في قرية كفر سوم من أعمال عاصمة الشمال (إربد).
نخوة العبيديين: نخوة العبيديين هي مثل الحميدات «صبيان الجوابرة».
ينقسم العبيديون إلى العشائر التالية:
- الزرقان

ومن العبيديون كذلك: السعايدة، الشحادات، عيال غانم، القرعان، القطاطشة، المحاسنة، الفواقرة، العميلات، النويجريين. كمانضم إلى هذه الحمولة، البدارنة: اصلهم من العلا بالحجاز، وهم اقرباء حمولة البدور بقرية صمد من اعمل عجلون، وعشيرة البدور من بني خالد.
- زرقان ليبيا (الأشراف)

حسب شجرة العائلة التي اكتشفت مؤخرا بمنطقة زليطن في ليبيا) فإن زرقان ليبيا هم من أحفاد الحسن بن علي بن أبي طالب وساهموا في النضال الوطني الليبي ضد الغزو الإيطالي.
وهم من بني الشريف كولان بن واد زين بن بدر بن أحمد بن عبد الله بن مسعود بن عيسى بن إسماعيل بن عبد الوهاب بن يوسف بن عمران بن يحيى بن عبد الله بن محمد بن الإمام ادريس (بانى مدينة فاس) بن ادريس الأكبر بن الإمام عبد الله الكامل بن الحسن المثنى بن الإمام الحسن السبط بن الإمام علي بن أبي طالب (م أجمعين).
أماكن سكنهم: يتواجد الأشراف الليبيون في مدينة ودان في ليبيا، وهم من ذرية الشريف كولان (عمود نسبه موضح في الأعلى)، كذالك الأشراف الموجودون على ساحل طرابلس يقال لهم أشراف الملاحة (العوامرة) نسبة لمنطقة الملاحة بتاجوراء وهذا نقيض الرواية الأردنية التي تنسب (العوامرة) للصحابي أبي هريرة، ويتواجدون في ترهونة ويفرن.
وحسب رواية أخرى فإن زرقان شرفاء الملاحة وترهونة ويفرن ينتمون إلى تحالف القبائل (كونفدرالية) وريمة (ورغمة) وهي قبيلة امازيغية كانت تتخذ من (تطاوين) وتعني العيون باللغة الامازيغية الواقعة على الحدود بين ليبيا وتونس مقرا لهم، وهي في الأصل قبيلة أزرقيين من الساقية الحمراء ووادي الذهب ولا تربطهم بالزرقان أي علاقة نسب.
أبناء الشريف كولان: أبناء الشريف كولان صار اسم الأشراف علماً لاسمهم بخلاف بقية الأشراف القريشيون المتواجدون في القطر العربي الليبي، ويتفرع الكولانيين إلى:
- الزرقان

ومنهم ذلك: الجعافرة، العمور، الحميدات، القذاذفة، الحضيرات، البكور، بن بدر، الاطيفات، ومعظمهم موجود في مدينة ودان حيت تعتبر مركزالاشرف في ليبيا.

## مذهب قبيلة الزرقان
الزرقان في عربستان والمملكة العربية السعودية والأردن يتبعون المذهب الشافعي ويتبع بعض زرقان اليمن المذهب الزيدي فيما نسبة كبيرة من زرقان العراق على المذهب الجعفري الخالص.

## عديدهم
عديد (الزرقان) في العراقيّن:
يقدر عديد الزرقان في الأحواز أربعة وعشرين ألف بيت
والجمهورية العراقية ما يقارب عشرين ألف بيت.
عدد الزرقان في السعودية بمدينة ابها لايتجاوز المئتين بيت

## أكبر المعمرين بالقبيلة
يقـال ان كبير شيوخ الزرقان هـو الشيخ سـفاح بن معـمر بن جبر ومن أبـنائه الشيخ اسـحاق الزرقاني.
ومن معمريهم محمد محسن ال حميدي وهو أخ على المحسن الحميدي غير الشقيق والثاني هو شيخ عموم المشوهريين في وقته ولم يرزق محمد المحسن الا بولد واحد هو كاظم محمد المحسن والاخر لديه ثلاثة أولاد هم جواد ورياض وعلى ساكنين في قضاء النعمانيه من أعمال محافظة واسط والثالث عبد محيسن ال مشيان عمر 150 سنه وتوفي سنة 1972 وله ابن واحد هو الحاج راهي العبد والأخير له ابنين الأول عزيز راهي والثاني جوده راهي.

## المصـادر
1. ↑  حسب دائرة السادة الأشراف في القطر الليبي والهيئة العليا للأنساب في العراق وشجرة القبيلة عند شيخ مشايخ الزرقان في الأحواز والنسابة في اليمن، الأردن، الأحواز، السعودية. نسخة محفوظة 15 يناير 2014 على موقع واي باك مشين.
2. ↑  كتاب (عمدة الطالب لانساب ال ابي طالب صفحه 213 و158 و156) وكتاب (انساب الطالبيين) وراجع مختصر تحفة الأزهار وزلال الأنهار لضامن الحسيني، طبعة الرياض 2005.
3. ↑  (قصيدة العمر ما تم به السرور - أبي فراس الحمداني، شرح عبد الرحمن المصطاوي، معجم تهذيب اللغة لأبي منصور الأزهري، المجلد الثاني صفحة رقم 1525).
4. ↑  موسوعة العشائر العراقية للعزاوي، الجزء الثالث
5. ↑  كتاب الأحواز، قبائلها وأسرها، أ. السيد علي نعمة الحلو، الطبعة الأولى (1970)، الجزء الرابع ص 97، 98
6. ↑  راجع عشائر العراق - الجزء الرابع ص 192
7. ↑  في كتابة الشهير "الجواهر اللطاف في أنساب صبيا والمخلاف".
8. ↑  في كتابه لب اللباب في تحرير الأنساب الجزء 1 الصفحة 376. وكذلك في تاج العروس لعبد الرزاق الحسيني.
9. ↑  في كتابه " اللباب في تهذيب الأنساب" الجزء الثاني صفحة 64.
10. ↑  في كتابه "الأنساب"، جزء 3، صفحة 162.
11. ↑  في كتابه "معجم قبائل العرب القديمة والحديثة": مساكنهم في الشرقية، جزء 2 صفحة 470.
12. ↑  في كتابه "قبائل المملكة العربية السعودية"، جزء 1، صفحة 308
13. ↑  في كتابه "نهاية الأرب، صفحة 250
14. ↑  راجع كتاب مسيرة إلى قبائل الأحواز، تأليف جابر المانع.
15. ↑  حسب معجم العشائر العراقية، الجزء الأول ص336.
16. ↑  راجع دليل الخليج للوريمر، القسم الجغرافي، الجزء الأول، صفحة 372.
17. ↑  راجع موسوعة دليل الخليج العربي للوريمر - الجغرافي السابع صفحة 2575، من اصدارات الحكومة البريطانية (بالإنكليزية)الذي انجز على يد قوردن لوريمر في عام 1908 م.
18. ↑  راجع كتاب تاريخ عرب الأحواز، تأليف عبد النبي القيّم، الطبعة الأولى 2012 الصفحة315
19. ↑  كتاب الأحواز، قبائلها، أنسابها، أمراؤها، تأليف جابر المانع، نشر الدار العربية للموسوعات، الصفحة223
20. ↑  كتاب مغامرات مبكرة في فارس وسوسيانا وبابل وكتاب وصف مقاطعة عربستان
21. ↑  مذكرة عن النزاع بين فارس وتركيا حول المحمرة والمركز السياسي لقبيلة كعب سنة 1844م
22. ↑  كتاب الأحواز، خليل المانع من الصفحة 190-225 وكتاب تأريخ عرب الأحواز، عبدالنبي القيّم، صفحة 303
23. ↑  لأسباب العداء الشخصي فالباوية وقفوا ضد الشيخ ثامر لأنه قتل شيخهم في العام 1837م, راجع كتاب تأريخ عرب الأحواز، القيّم، الصفحة 307 و318 وكتاب عربستان في الوثائق البريطانية (1600-1900) من دليل الخليج للوريمر، الطبعة الأولى من دار الوّراق الصفحة128
24. ↑  راجع عربستان في الوثائق البريطانية (1600-1900) من دليل الخليج للوريمر، الطبعة الأولى من دار الوّراق الصفحة129
25. ↑  كتاب الأحواز، جابر المانع الصفحة 223
26. ↑  في كتابه تأريخ الكويت السياسي في الجزء الرابع صفحة 32.
27. ↑  في الجزء الرابع من كتاب لمحات اجتماعية من تأريخ العراق الحديث الصفحة 141، في قسم الجهاد في عربستان.
28. ↑  في كتابة "الأحواز، قبائلها وأسرها"، الطبعة الأولى (1970)، الجزء الرابع ص 98.
29. ↑  يوسف عزيز بني طرف، القبائل والعشائر العربية في عربستان، دار الكنوز العربية، الطبعة الأولى 1996 م
30. ↑  حسب جريدة الجزيرة السعودية، أ. جاسر عبد العزيز الجاسر جرائم ملالي طهران في الأحواز ودول الخليج العربي نسخة محفوظة 27 سبتمبر 2013 على موقع واي باك مشين.
31. ↑  شبكة البصرة نت :  برقية تعزية إلى ابناء عشيرتي الزرقان والباوية وعموم ابناء شعبنا في الاحواز نسخة محفوظة 27 سبتمبر 2013 على موقع واي باك مشين.
32. ↑  موقع المدينة نيوز الأردني إيران تغتال الشيخ تركي السعدون والمكتب السياسي للمنظمةالأحوازية يفتح ملف الاغتيالات السياسية نسخة محفوظة 15 أبريل 2016 على موقع واي باك مشين.
33. ↑  المنظمة الأحوازية تعزي الأمة بوفاة الشيخ تركي السعدون الزرقاني وتعلن الحداد نسخة محفوظة 04 مارس 2016 على موقع واي باك مشين.
34. ↑  شبكة البصرة نت الشيخ تركي السعدون تم اغتياله من قبل الاطلاعات الإيرانية نسخة محفوظة 04 مارس 2016 على موقع واي باك مشين.
35. ↑  الأحوازيون يشيّعون الرجل في جنازة مهيبة والحرس الثوري يطوّق المنطقة نسخة محفوظة 04 مارس 2016 على موقع واي باك مشين.
36. ↑  حركة التحرير الوطني الشيخ تركي السعدون - شيخ عشير الزرقان في ذمة الله نسخة محفوظة 05 مارس 2016 على موقع واي باك مشين.
37. ↑  يوتيوب : تشييع الشيخ تركي السعدون الزرقاني على يوتيوب
38. ↑  موسوعة الحرب العراقية الإيرانية، تأليف العميد المتقاعد عبدالرزّاق محمّد أسود، المجلد الثالث، الباب الثاني، الفصل التاسع (موقف الجماهير العربية في عربستان من الحرب العراقية - الإيرانية) الصفحة رقم 108
39. ↑  حسب المدينة نيوز بتأريخ 8 أكتوبر 2012 نسخة محفوظة 25 أبريل 2016 على موقع واي باك مشين.
40. ↑  الحوار المتمدن، أبو هيام الأحوازي 15-5-2005 ثورة الشيخ حيدر بن طلال نسخة محفوظة 04 مارس 2016 على موقع واي باك مشين.
41. ↑  محمود أحمد الأحوازي دراسة سياسية- تاريخية تشمل فترة حكم آخر امير للأحواز، الشيخ خزعل  وحتى انتفاضة نيسان لعام 2005 نسخة محفوظة 05 مارس 2016 على موقع واي باك مشين.
42. ↑  مضر حماد الأسعد ثورات الربيع العربي هل ترسو على شوطئ الاحواز نسخة محفوظة 02 يناير 2014 على موقع واي باك مشين.
43. ↑  اليوتيوب سرد تأريخي بصوت الشاعر أبو القاسم السلامات في تأبين الشيخ تركي السعدون نسخة محفوظة 04 أبريل 2016 على موقع واي باك مشين.
44. ↑  حسب أ. ليث الزرقاني الجيش الأحوازي الحُر [وصلة مكسورة] نسخة محفوظة 27 سبتمبر 2013 على موقع واي باك مشين.
45. ↑  بشهادة د. علي الوردي، الشيخ مِزهر السبتي الزرقاني، هارولد ديكسون، كتاب الكويت وجاراتها، ومؤلفات السيد علي نعمة الحلو
46. ↑  موقع ملف الأحواز، نبذه عن الجبهة العربية لتحرير الأحواز نسخة محفوظة 04 مارس 2016 على موقع واي باك مشين.
47. ↑  موقع البصرة نت :  كلمة افتتاح المؤتمر العام للجبهة العربية لتحرير الاحواز في مملكة السويد، تأريخ 24 حزيران 2012 نسخة محفوظة 05 أغسطس 2016 على موقع واي باك مشين.
48. ↑  راجع جابر المانع - مسيرة إلى قبائل الأحواز ص 41.
49. ↑  راجع كتاب تأريخ الكويت السياسي، حسين خلف الشيخ خزعل، المجلد الرابع، ص 32.
50. 1 2  راجع جابر المانع - مسيرة إلى قبائل الأحواز.
51. ↑  راجع نهاية الأرب ص 150 للقلقشندي.
52. ↑  حسب موقع النسابون العرب نسخة محفوظة 26 فبراير 2019 على موقع واي باك مشين.
53. ↑  الوطن الكويتية :  أ. خالد الزرقاني, السُنة في الأحواز 4 ملايين من إجمالي 12 مليون نسمة إجمالي الشعب العربي في عربستان، تأريخ 22 مايو 2011 نسخة محفوظة 26 أبريل 2020 على موقع واي باك مشين.

- العرب المستعربة
- معجم قبائل المملكة العربية السعودية
- نهاية الأرب في معرفة أنساب العرب
- معجم قبائل العرب - الزرقان من الحميديين
- كتاب القلشقندي - نسب الزرقان لقحطان
- عشائر المنتفق - الشيخ جابر بن سفاح المعمر الزرقاني
- اغتيال الشيخ غالب الزرقاني على يد الاستخبارات الإيرانية
- اغتيال الشيخ صفّاح الزرقاني على يد الاستخبارات الإيرانية
- بني الزرقان في السعودية
- عشيرة الزرقان ضمن عشائر الأحواز
- فخوذ القبيلة في الأحواز
- وفاة الشيخ مجيد المقوطر الزرقاني
- مفاعل الزرقان النووي في الأحواز
- لمحات من تأريخ العراق الحديث - الدكتور علي الوردي
- كتاب مسيرة إلـى قبائل الأحواز - تأليف الإستاذ جابر خليل المانع
- دليل الخليج - لوريمر
- علي نعمة الحلو - الأحواز، قبائلها وأسرها
- موسوعة العشائر العراقية - العزاوي
- كتاب تاريخ الكويت السياسي - تأليف حسين خلف الشيخ خزعل
- زرقـان ليبيا
- قمع أهل السنة في الأحواز
- جمهرة لغة العرب - العرب الزرقان
- تعازي بوفاة الشيخ عامر الزرقاني
- موقع عشيرة الزرقان

## وصلات خارجية
- قائمة قبائل العرب.